# 카닌급 구축함
카닌급 구축함(Kanin-class destroyer)은 냉전 중 소련 해군의 구축함 함급이었다. 소련에서의 명칭은 프로젝트 57A 그네프니(제2차 세계 대전 시대의 프로젝트 7과는 혼동하지 말 것)였다. 이 함선들은 소련 최초의 유도 미사일 구축함이었으며, 처음에는 프로젝트 57bis (또는 57b)로 지정되었고 NATO에는 크룹니급으로 알려졌다. 주요 임무는 SS-N-1 대함 미사일을 사용한 대함전이었다.

## 설계
3쌍의 130mm 함포를 갖춘 함포 무장 구축함으로 설계되었으며, 배치는 1956년에 완료되었다. 그러나 1957년 2월, 새로 취임한 참모총장인 세르게이 고르시코프 제독은 미사일 무장 버전의 코틀린급가 성공적이지 않다고 판단한 후 변경을 명령했다. 초기 목적은 적 함선 및 해안 목표물과의 수상 교전이었다. 이 함급에 설치된 SS-N-1 미사일은 그 특정 임무를 위한 것이었다. 구축함은 SS-N-1 미사일 발사기 2기를 탑재했으며, 함선의 양 끝에 각각 1기씩 위치했고, 각 탄창에는 미사일 6발이 추가로 저장되었다.
선체는 코틀린급에서 확장되었고, 기관은 원격 제어 스테이션이 설치되고 발전 용량이 증가된 것을 제외하고는 해당 함선들과 동일했다. 상부 구조는 코틀린급 함선들의 알루미늄/마그네슘 합금 대신 강철로 제작되었고, 거주 환경이 크게 개선되었다.
이 함급에 대한 비판은 제한적인 자체 방어 무기와 주 무기인 SS-N-1이 도입 후 곧 구식이 되었다는 점이다.

## 대잠전 개조

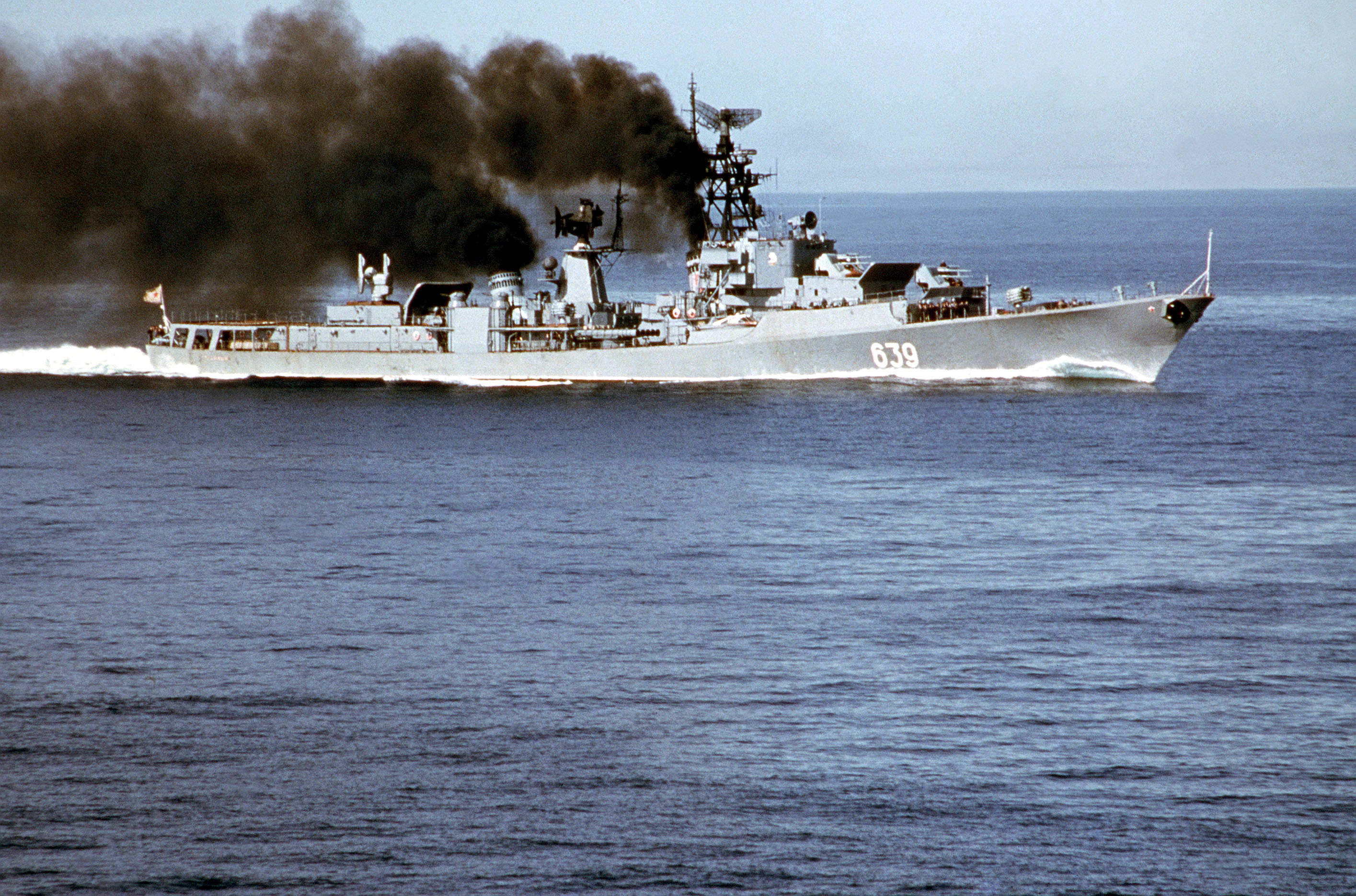
1983년 현대화 후 그레먀슈치

SS-N-1 미사일의 한계는 1965년까지 명확해졌고, 소련 해군은 함선을 더 일반적인 목적의 대잠전 역할로 개조하기로 결정했다. 이 함선들은 NATO에 의해 카닌급이라고 불렸다. 여기에는 구축함에 새로운 함수 소나 MG-332 타이탄-2가 장착되었는데, 이는 5연장 어뢰 발사관 2개와 RBU-6000 3개를 제어했다. 함수 소나를 설치하기 위해 함수를 5.3 피트 (1.6 m) 확장해야 했다. 함선은 카모프 Ka-25 헬리콥터를 운용할 수 있도록 후미에 헬리콥터 착륙장이 설치되었다.
구축함의 자체 방어를 개선하기 위해 SA-N-1 대공 미사일 발사기가 4연장 57mm 함포 2기와 함께 설치되었다. 이 모든 설비는 더 많은 전력을 요구했으므로, 디젤 발전기는 500 kW로 업그레이드되었고 해당 용량의 두 번째 발전기가 설치되었다. 이 모든 것이 함선의 배수량을 표준 200톤, 만재 308톤 증가시켰고 속도를 32 노트 (59 km/h; 37 mph)으로 감소시켰다.
콘웨이에 따르면, 현대화는 매우 비용이 많이 들었고 소련이 구형 함선에 대한 더 이상의 전면적인 재건을 막는 것처럼 보였다.

## 작전
1975년 5월, 유럽 승전 30주년을 기념하여 보이키와 즈구치는 매사추세츠주 보스턴을 5일간 방문했다. 이는 소련 해군 함선이 전후 미국을 처음으로 방문한 것이었다.

## 함선
| 카닌급 구축함 | 카닌급 구축함 | 카닌급 구축함                     | 카닌급 구축함    | 카닌급 구축함    | 카닌급 구축함    | 카닌급 구축함                      | 카닌급 구축함                                        |
| 함선          | 러시아어      | 건조자                            | 기공일           | 진수일           | 취역일           | 함대                               | 운명                                                 |
| ------------- | ------------- | --------------------------------- | ---------------- | ---------------- | ---------------- | ---------------------------------- | ---------------------------------------------------- |
| 그레먀슈치    | Гремящий      | 즈다노프 조선소, 레닌그라드       | 1958년 2월 25일  | 1959년 4월 30일  | 1960년 6월 30일  | 북양 함대                          | 1991년 퇴역                                          |
| 즈구치        | Жгучий        | 즈다노프 조선소, 레닌그라드       | 1958년 6월 23일  | 1959년 10월 14일 | 1960년 12월 23일 | 북양 함대                          | 1987년 퇴역                                          |
| 조르키        | Зоркий        | 즈다노프 조선소, 레닌그라드       | 1959년 4월 17일  | 1960년 4월 30일  | 1961년 9월 30일  | 발트 함대                          | 1993년 퇴역                                          |
| 데르즈키      | Дерзкий       | 즈다노프 조선소, 레닌그라드       | 1959년 10월 10일 | 1960년 2월 4일   | 1961년 12월 30일 | 북양 함대                          | 1990년 퇴역                                          |
| 그네프니      | Гневный       | 북 니콜라예프 조선소, 미콜라이우  | 1957년 12월 17일 | 1958년 11월 30일 | 1960년 1월 10일  | 흑해 함대 (1970년부터 태평양 함대) | 1988년 퇴역                                          |
| 우포르니      | Упорный       | 북 니콜라예프 조선소, 미콜라이우  | 1958년 4월 9일   | 1959년 10월 14일 | 1960년 12월 3일  | 태평양 함대                        | 1993년 퇴역                                          |
| 보이키        | Бойкий        | 북 니콜라예프 조선소, 미콜라이우  | 1959년 4월 2일   | 1959년 12월 15일 | 1961년 6월 16일  | 흑해 함대                          | 1988년 퇴역                                          |
| 고르디        | Гордый        | 아무르 조선소, 콤소몰스크나아무레 | 1959년 5월       | 1960년 12월 15일 | 1961년 2월 6일   | 태평양 함대                        | 1987년 퇴역                                          |
| 흐라브리      | Храбрый       | 아무르 조선소, 콤소몰스크나아무레 | 1959년           | 1961년           | 1963년 취소      | 1963년 취소                        | 1969년 정지식 발전선 "ЭНС-73"로 완공되어 1982년 퇴역 |

## 같이 보기
- 소련 해군 함선 목록
- 프로젝트 번호별 러시아 함선 목록

## 참고 문헌
- 부즈본, 프셰미스와프; 첨블리, 스티븐 (1995).  가디너, 로버트, 편집. 《콘웨이 전 세계 군함 1947–1995》. 애나폴리스, MD: 해군 연구소 출판부. ISBN 1-55750-132-7. OCLC 34267261.
- 《프로젝트 57 크룹니 프로젝트 57A 카닌》, 미국 과학자 연맹, 2000년 9월 7일, 2016년 4월 28일에 원본 문서에서 보존된 문서, 2014년 12월 26일에 확인함
- “카닌급 구축함 – 전체 함선 목록”. 러시아 함선 정보. 2014년 12월 26일에 확인함.

### 러시아어
- 소콜로프 A. N. (2007). 《함대 소모품. 소련 및 러시아 구축함》. 모스크바: 군사 서적. ISBN 978-5-902863-13-7.